# Æbelø
Æbelø é uma ilha da Dinamarca, no estreito de Kattegat, frente à costa norte de Fiónia. A sua área é de 2,09 km². A sul de Æbelø situam-se as ilhas, ainda menores de Brådet, Dræet y Æbeløholm.
Em 1787 a ilha tinha 17 habitantes. Em 1940 a população rondava os 50. Atualmente está desabitada.